# 石原 (墨田區)
石原（日语：／ Ishiwara */?）是東京都墨田區的町名。郵遞區號為130-0011。

## 地理
位於東京都墨田區西南部，屬本所地域，約在墨田區役所南方0.9公里處。北鄰本所，東接太平，南通龜澤，西連橫網。從西往東分別為石原一丁目、二丁目、三丁目、四丁目。町域東邊為大橫川，河邊為親水公園。

## 歷史
原屬南本所石原町。昭和初期成立一～四丁目。1966年（昭和41年）實施新住居表示。

### 地名由來
過去的町域位在隅田川旁，傳聞古時岸邊多砂礫，因此稱為石原。

## 交通
道路
- 東京都道315號御徒町小岩線（藏前橋通）
- 東京都道319號環狀三號線（三目通）
- 東京都道463號上野月島線（清澄通）

橋梁
- 大橫川
  - 紅葉橋
  - 報恩寺橋 - 東京都道315號御徒町小岩線
  - 清平橋

## 設施
- 墨田區立錦糸中學校
- 墨田區立二葉小學校
- 大橫川親水公園

## 備註
1. ↑  墨田区世帯人口現況8月分[永久]

## 外部連結
- 墨田區官方網站 （页面存档备份，存于）